# Stenoxia
Stenoxia là một chi bướm đêm thuộc họ Erebidae.